# Lernstörung
Eine Lernstörung ist eine Entwicklungsstörung, die umgangssprachlich auch als Lernschwäche bezeichnet wird. Betroffene Kinder haben bei hinreichender Intelligenz im Vergleich mit Gleichaltrigen Defizite beim Schreiben, Lesen oder Rechnen. Wichtig ist, dass die Ursache nicht in einer mangelhaften Beschulung zu finden sein darf, z. B. häufige Lehrerwechsel, Unterrichtsausfall, o. ä.
Zu den verbreiteten Lernstörungen gehören Dyslexie bzw. Legasthenie, Dyskalkulie und Dysgraphie bzw. Dyspraxie, nonverbale Lernstörung oder Hyperlexie werden auch dem Spektrum an neurologisch bedingten Lernstörungen zugeschrieben.
Besonderheiten beim schulischen Lernen:
- große Schwierigkeiten bei sich zufällig bzw. beiläufig ergebenden Lernsituationen
- Schaffung eigener Lernumwelt kaum möglich
- gegliederter und geplanter Unterrichtszugang nötig